# 流行都市
《流行都市》（英語：Big City Shop）是香港電視廣播有限公司製作的休閒資訊節目，現時本節目於逢星期一至五13:20-14:10在翡翠台播出（本節目由2019年6月25日起設有逢星期二至六凌晨（星期一至五深夜）02:05-02:50重播，並於2020年5月5日至7月18日期間一度暫時取消，2020年5月5日起的原有安排的同時段改為重播當日集數的《東張西望》取代，並於同年的7月21日起再次增設全新時段的深夜重播（逢星期二至六凌晨（星期一至五深夜）02:15-03:15）為止），目標觀眾為年輕一族及家庭主婦， 繼承自1992年播放的《都市閒情》及1981年啟播的《婦女新姿》。

## 節目內容
- 節目內容與《都市閒情》差別不大，每集均有專家介紹和分析健康生活資訊，並有廚師教授烹飪心得。然而，節目會提及big big shop的產品，而隨後的一節廣告時段亦會宣傳該產品於big big shop的售價、贈品（如有）以及「網店」的獨家優惠。

## 節日慶典活動
- 2019年2月5日《流行都市》之「安宋豬年冇時停」
- 2019年2月19日《流行都市》之「金豬獻瑞迎元宵」
- 2023年1月23日《流行都市》之「安齡初二鬥一番」

## 主持

### 現任主持
- 男主持：安德尊、吳天佑、譚永浩、胡諾言
- 女主持：宋芝齡、姚嘉妮、劉彩玉、彭慧中、張美妮、謝芷倫、林秀怡、魏韵芝

### 前任主持
- 蘇晉霆、李寶君、林淑敏、黃美棋、張名雅、岑杏賢、章志文、吳沚默、焦浩軒、陳詩欣、黃嘉雯、蔡嘉欣、朱智賢、林凱恩

## 歷任監製
- 趙麗平（2018-2019）
- 張志明（2020-2021）
- 張洪翅（2021-）

## 播放時間
- 星期一至五 13:20-14:10

## 電視節目的變遷
| 無綫電視翡翠台 星期一至五13:20-14:10 | 無綫電視翡翠台 星期一至五13:20-14:10 | 無綫電視翡翠台 星期一至五13:20-14:10 |
| ------------------------------------ | ------------------------------------ | ------------------------------------ |
|                                      | 流行都市 （2018.10.01－）            |                                      |
| 都市閒情 （1992.02.05－2018.09.28）  | —                                    |                                      |

## 外部連結
- 流行都市 - 主頁 - tvb.com （页面存档备份，存于）